# Maavaidhoo
Maavaidhoo (Dhivehi: މާވައިދޫ) is een van de bewoonde eilanden van het Haa Dhaalu-atol behorende tot de Maldiven.

## Demografie
Maavaidhoo telt (stand maart 2007) 275 vrouwen en 256 mannen.